# Olejek sandałowy

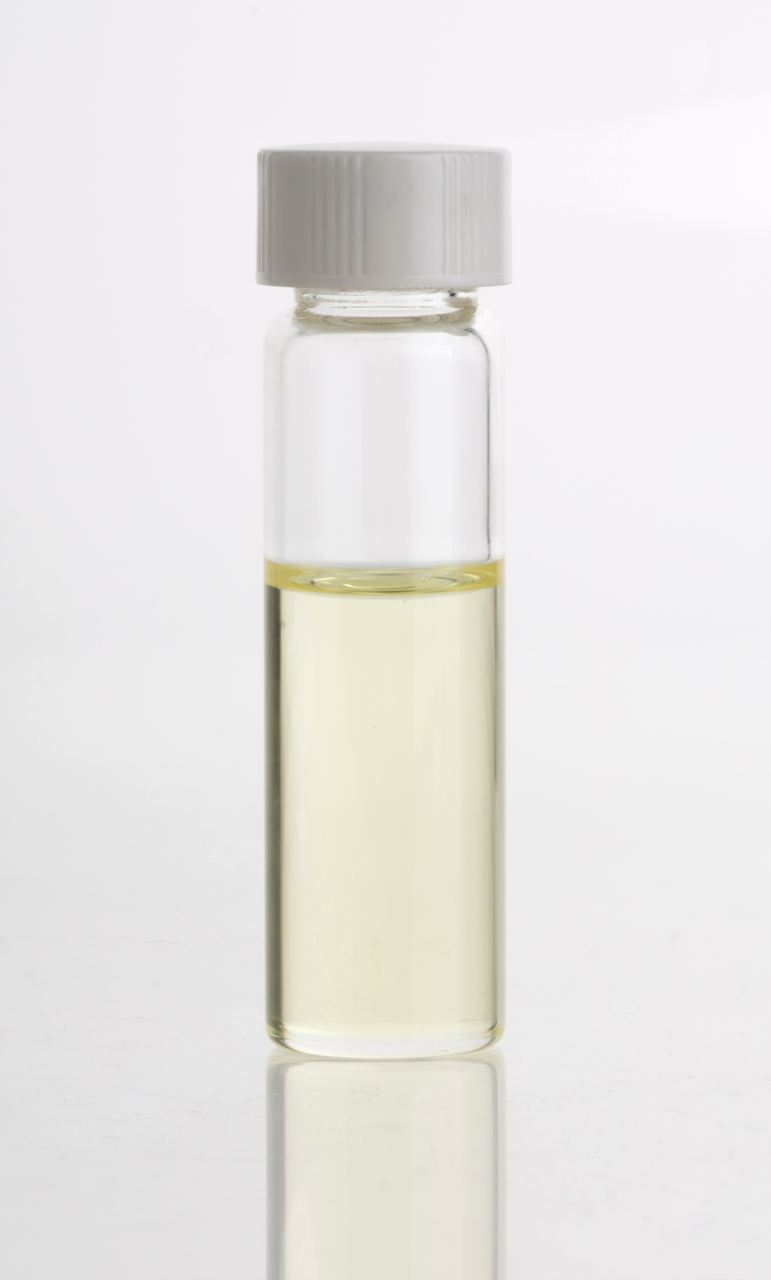
Fiolka z olejkiem sandałowym

Olejek sandałowy Santalum album (łac. Oleum santali) – pochodzi z Indii z drzewa Santalum album. Używany w perfumerii i jeden z najcenniejszych olejków aromaterapeutycznych o bardzo różnorodnych właściwościach.

## Skład
Głównymi składnikami olejku są: α-santalol (32,1%), cis-β-santalol i Z-nucyferol (22,0%), trans-bergamotol (5,3%), trans-farnezol (4,1%).

## Działanie antybiotyczne
Spośród bakterii wrażliwych olejek sandałowy najsilniej działa na Staphylococcus aureus, Enterococcus faecalis (MIC=0,1 mg/ml). Jest aktywny wobec grzybów Candida albicans (MIC=0,25 mg/ml) oraz Microsporum gypseum (MIC=0,5 mg.ml).